# 玩火 (1996年電影)
《玩火》（英語：On Fire），是一部1996年上映的香港時裝電影，其題材結合黑幫、動作及喜劇元素，由霍耀良執導 ，古天樂、葉芳華等主演，本片為古天樂首部演主角的電影。

## 故事大綱
被稱為通菜街車神的小混混陳武男和死黨三八仔都非常崇拜性感偶像葉芳華，兩人最想的是和華有接觸，為了跟性感偶像有接觸，武男和三八仔不惜做臨時演員和葉芳華有對手戯以接觸到其。三八仔在一天被葉芳華的經理人波比奚落，三八仔在憤怒之下和陳武男把葉芳華抓走，期間陳武男和三八仔的好友米高亦加入了。
在抓走葉芳華的期間，陳武男、三八仔及米高對芳華很好，完全沒有傷害其，葉芳華見三人對她很好便和陳武男說了自己為什麽自己被擄竟亦不大抗拒。原來，芳華的經理人波比把葉芳華所有的戯也接，但片酬卻收掉了，並趁芳華醉了拍下了她的裸照，本來武男完全不相信的，但他見芳華邊說邊哭，所以相信了其，並和三八仔、米高協助葉芳華報仇...

## 演員表
| 演員   | 角色    | 粵語配音 | 備註 |
| ------ | ------- | -------- | --- |
| 古天樂 | 陳武男  | 羅偉傑   | 通菜街車神，葉芳華的粉絲，及後因被其經理人奚落而和三八仔擄走其。在擄走的期間，並沒有傷害葉芳華，後得知其苦衷後與三八仔、米高協助其報仇。           |
| 葉芳華 | 葉芳華  | 陸惠玲   | 香港演員，為陳武男、三八仔的性感偶像，後因經理人波比奚落陳武男和三八仔而被兩人帶走。向陳武男、三八仔及米高說了自己的苦衷後與三人向經理人波比報仇。 |
| 朱健鈞 | 三八仔  |          | 小混混，陳武男的好友，葉芳華的粉絲，及後因被其經理人奚落而和陳武男擄走其。在擄走的期間，並沒有傷害葉芳華，後得知其苦衷後與陳武男、米高協助其報仇。 |
| 吳孟達 | 米高    | 吳孟達   | 小混混，陳武男、三八仔的好友，在兩人擄走葉芳華的期間加入，在過程並沒有傷害葉芳華，後得知其苦衷後與陳武男、三八仔協助其報仇。                       |
| 羅國輝 | 陳先生  | 張炳強   | 經理人，葉芳華的經理人，並灌醉其拍下其裸照以威脅其。                                                                                               |
| 王英杰 | 小混混  |          | 陳先生（Bobby）的手下。 |
| 邵音音 | Rebecca |          | 被外界稱為超級淫謀Rebecca，被陳先生（Bobby）請來陷害葉芳華。                                                                                       |
| 八兩金 | 老大    | 周志輝   | 盜版CD街攤老板，和陳武男發生打斗。 |
| 陸劍明 | 警察    | 陸劍明   | 被葉芳華叫來拘捕陳先生（Bobby）的警察。 |

## 外部連結
- 香港影庫上《玩火》的資料（繁體中文）
- 互联网电影数据库（IMDb）上《玩火》的资料（英文）
- AllMovie上《玩火》的资料（英文）